# Mediterranean Shipping Company

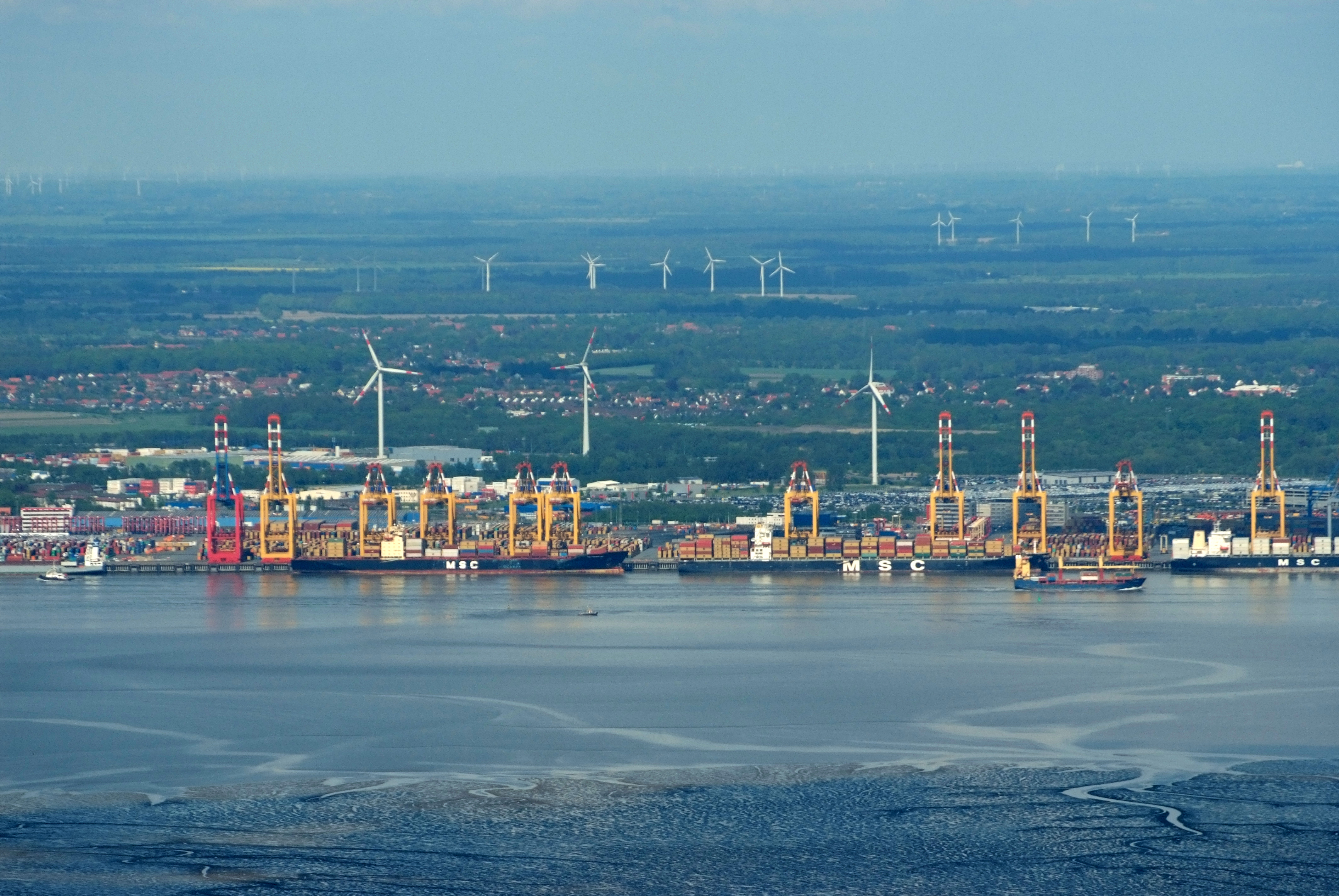
MSC-containerschepen worden gelost in Bremerhaven

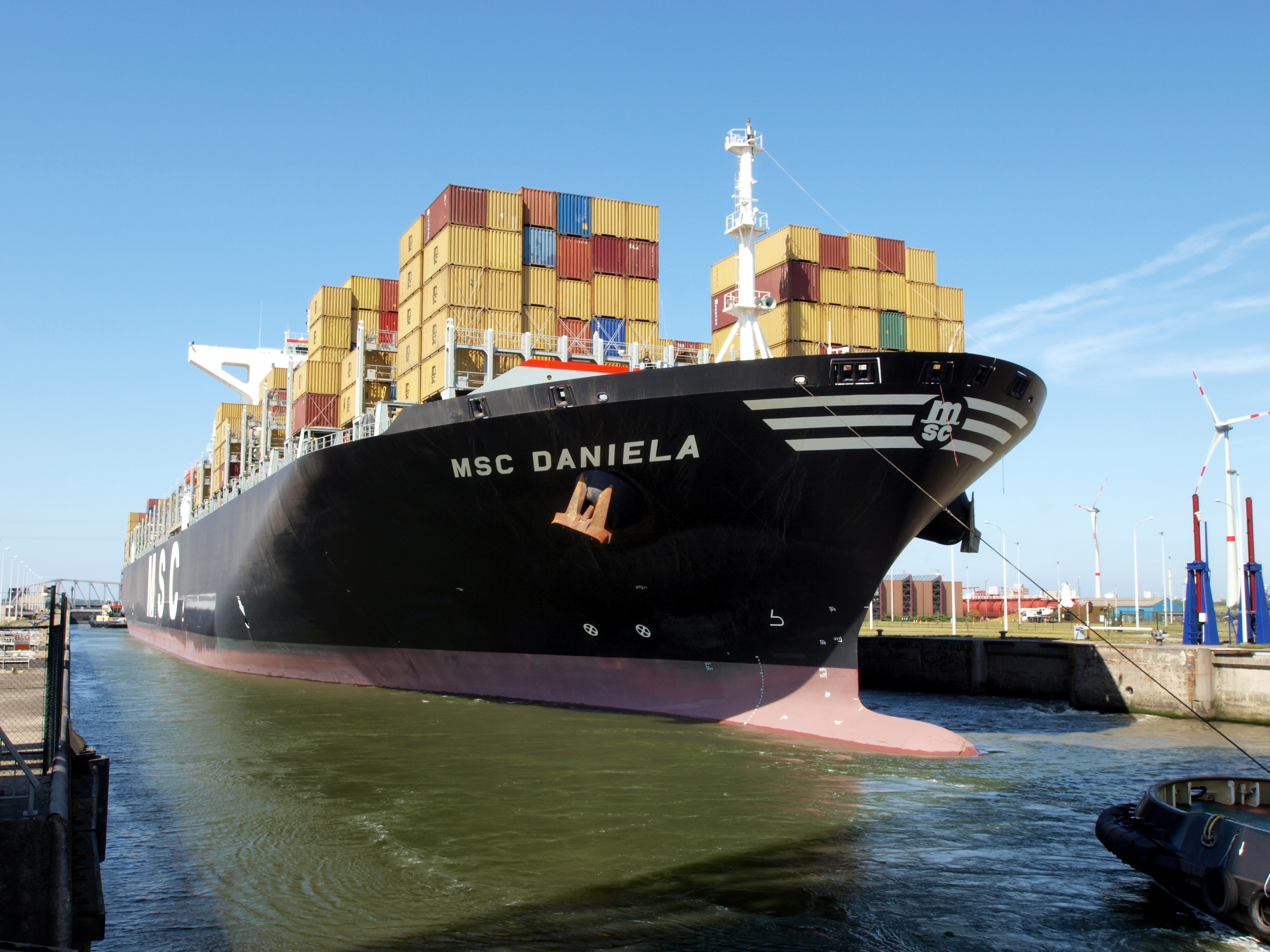
MSC Daniela uit 2008 (14.000 TEU)

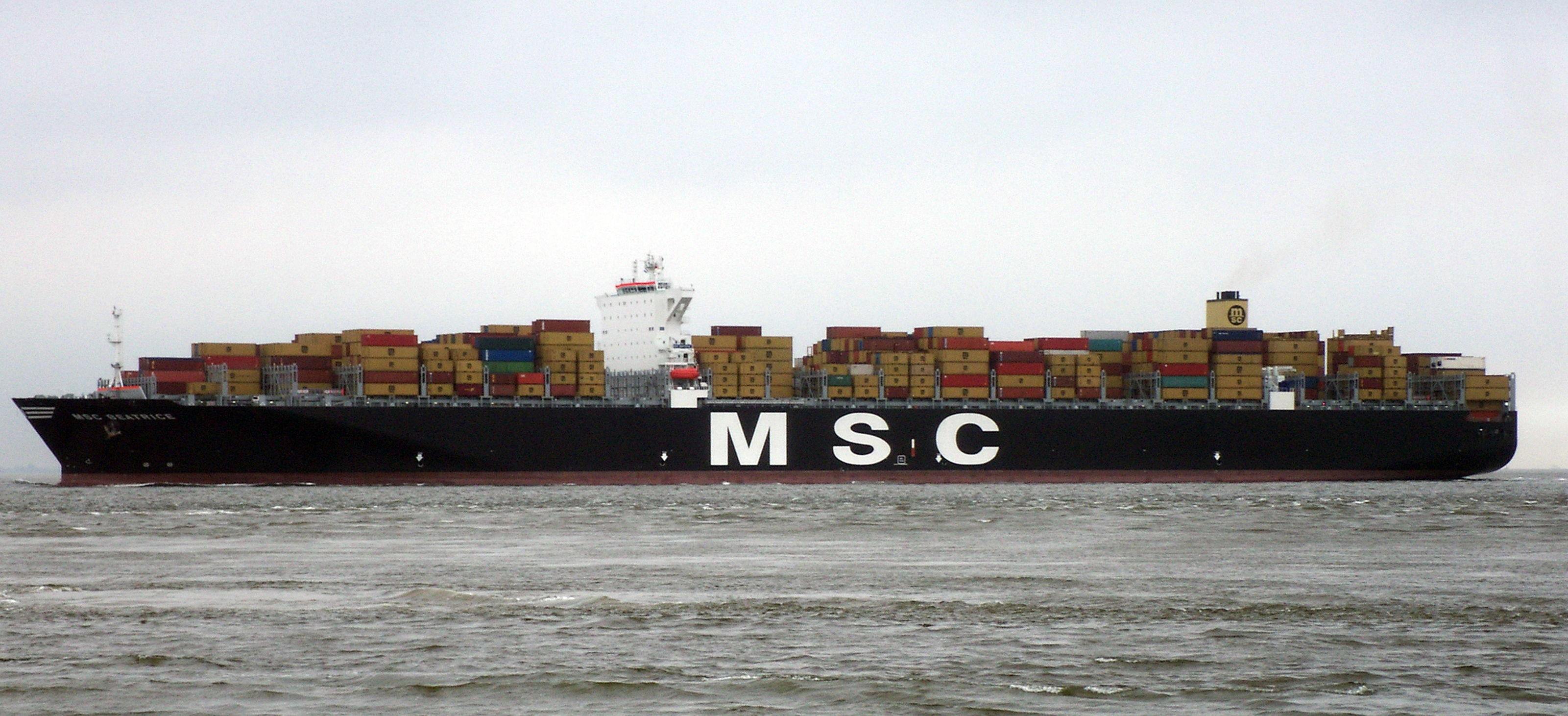
MSC Beatrice uit 2009 (14.000 TEU)

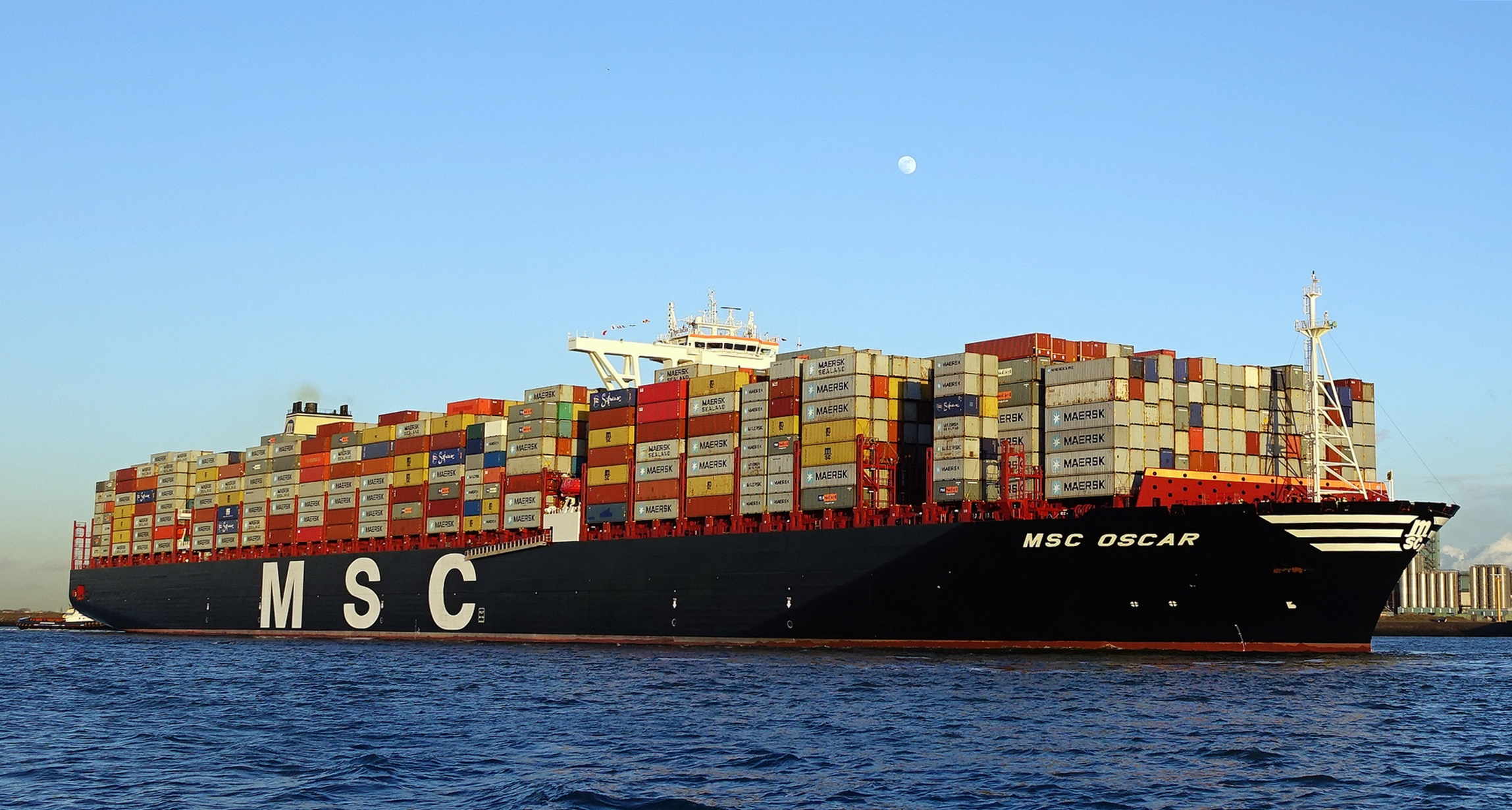
MSC Oscar in de haven van Rotterdam (19.224 TEU)

Mediterranean Shipping Company S.A. (MSC) is een internationale rederij die gespecialiseerd is in containertransport. Het Italiaanse bedrijf is in 1970 opgericht en is niet beursgenoteerd. MSC is sinds begin 2022 de grootste containerrederij ter wereld, het nam deze positie over van APM - Mærsk.

## MSC Group
MSC Group is een grote logistieke dienstverlener. De activiteiten zijn verdeeld over diverse onderdelen, de grootste zijn:
Cargo division
- Mediterranean Shipping Company S.A. (MSC), een groter rederij met containerschepen;
- Terminal Investments Limited (TiL), is in 2000 opgericht en exploiteert containerterminals in diverse havens;
- MEDLOG, is een internationale logistieke dienstverlener over de weg, spoor, lucht en water. Het werd in 1988 opgericht.

Passenger division
- MSC Cruises en Explora Journeys, cruisemaatschappijen;
- Grandi Navi Veloci (GNV), veerdiensten op de Middellandse Zee;
- Società Navigazione Alta Velicità (SNAV), veerdiensten met snelboten in de Middellandse Zee. SNAV werd in 2010 overgenomen.

MSC Group telt meer dan 200.000 medewerkers.

## Activiteiten
Binnen de groep is MSC de belangrijkste activiteit. MSC is een grote containerrederij, op 1 mei 2025 telde het 909 schepen met een totale capaciteit van 6,6 miljoen TEU, hiervan waren er 617 in eigendom met een capaciteit van 3,6 miljoen TEU. MSC had hiermee 20,5% van de globale capaciteit in handen, op nummer twee staat APM - Mærsk met een aandeel van 14,5%.  Alle namen van schepen door de rederij uitgebaat beginnen met MSC, gevolgd door een vrouwennaam in geval van eigen schepen, uitgezonderd de MSC Don Giovanni en MSC Diego. In geval van gecharterde schepen zijn het geen vrouwennamen. MSC heeft verder wereldwijd kantorennetwerk in ongeveer 155 landen.
In 2014 sloten de Deense A.P. Møller-Mærsk Group (Mærsk) en MSC een 10-jarige samenwerkingsovereenkomst waarbij zij gebruik gingen maken van elkaars schepen. De samenwerking, bekend onder de naam 2M, moest leiden tot een betere benutting van de capaciteit en aanzienlijk lagere kosten. Er waren eerder plannen dat ook het Franse CMA CGM mee zou doen, maar dit stuitte op mededingingsbezwaren. De twee reders deelden alleen scheepsruimte op routes tussen Europa, Azië en Amerika. Beide bedrijven bleven in volledig beheer van hun schepen en voerden ook zelfstandig onderhandelingen met hun klanten. De overeenkomst had betrekking op 185 schepen met een gezamenlijke capaciteit van 2,1 miljoen TEU. Mærsk leverde iets meer dan de helft van de totale capaciteit. In januari 2023 besloten de twee rederijen hun samenwerking na 10 jaar te staken, dit betekende het einde van de alliantie in 2025.

## Geschiedenis
MSC is in 1970 ontstaan als bedrijf van de kapitein Gianluigi Aponte met een schip waarmee werd gehandeld tussen Afrika en Sorrento. Het bedrijf is sindsdien gegroeid tot een multinational die tot de grootste containertransportbedrijven van de wereld behoort. In 1987 is er een divisie opgericht die cruiselijnen exploiteert, MSC Crociere. MSC heeft haar hoofdkwartier in het Zwitserse Genève en de belangrijkste haven waar vanuit het bedrijf opereert is de haven van Antwerpen.
In december 2021 bood MSC 5,7 miljard euro voor Bolloré Africa Logistics, een dochteronderneming van de Bolloré-groep. In april 2022 werd overeenstemming bereikt, en de transactie werd in december 2022 afgerond. Bolloré Africa Logistics Group blijft een zelfstandige bedrijf binnen de MSC Group.
In augustus 2024 tekende MSC contracten voor de bouw van 14 containerschepen plus vier opties. Alle schepen kunnen ook vloeibaar aardgas als brandstof gebruiken. Zes schepen zijn besteld bij de Chinese scheepswerf Shanghai Waigaoqiao Shipbuilding (SWS). De zes hebben elk een capaciteit van 19.000 TEU en kosten zo'n US$ 210 miljoen. Verder zijn acht kleinere schepen besteld bij Penglai Jinglu en MSC heeft nog een optie voor vier exemplaren. Deze hebben een capaciteit van 11.500 TEU en de kostprijs per schip is US$ 140 miljoen. Alle bestelde schepen worden in 2027 en 2028 geleverd.
Per januari 2025 had MSC de meeste opdrachten uitstaan voor containerschepen. Het had per eind 2024 in totaal 136 schepen in bestelling met een totale capaciteit van 2,1 miljoen TEU. Nummer twee op de lijst was CMA CGM met 75 schepen en 1,1 miljoen TEU.
Op 21 februari 2025 meldde Zhoushan Changhong International Shipyard een bouwcontract voor acht containerschepen voor MSC. De schepen kunnen 22.000 TEU meenemen en zijn 366 meter lang en 61,3 meter breed.

## Incident met afvallende containers
In de nacht van 1 op 2 januari 2019 heeft het containerschip MSC Zoe in zware storm honderden containers verloren in de Noordzee. Omdat sommige daarvan gevaarlijke stoffen bevatten, zijn er zorgen over het ecosysteem.